# エピゲノム編集

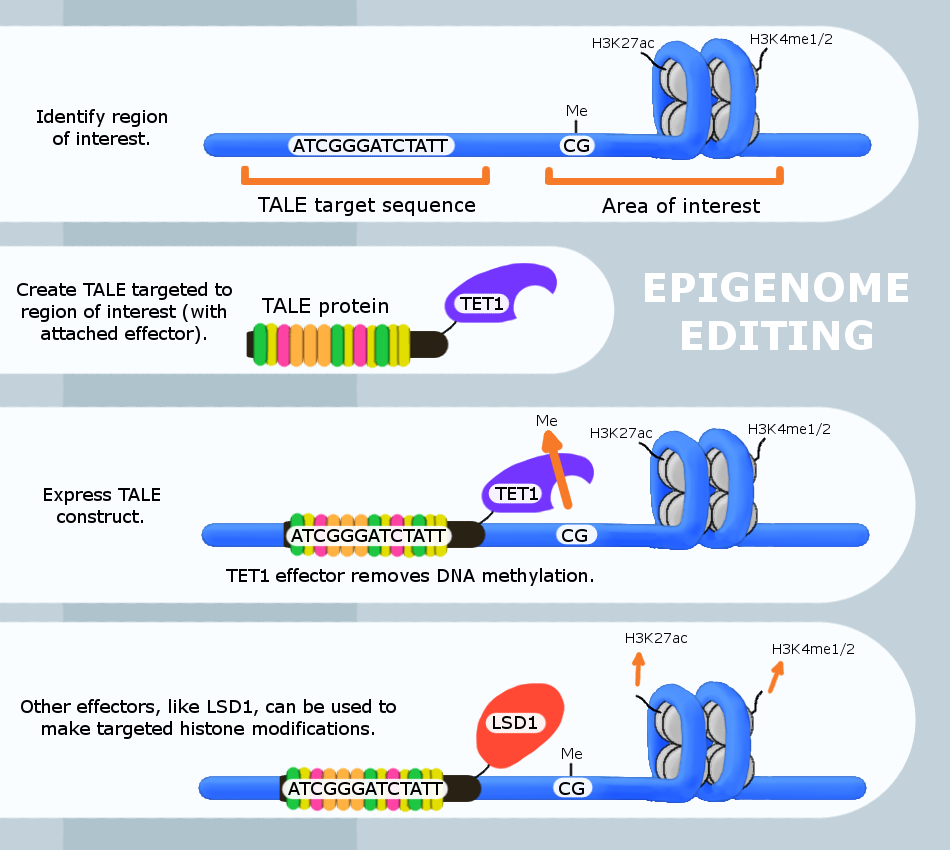
TALEタンパク質を利用したエピゲノム編集.

エピゲノム編集（Epigenome editing, epigenome engineering）は、遺伝子工学の一手法であり、クロマチンやエピゲノム修飾を選択的に改変する手法である。ゲノム編集が特定のDNA配列そのものを改変するのに対して、エピゲノム編集では目的DNA配列の機能に関係する周辺のDNA修飾やヒストン修飾などを改変する。この手法によって、特定のクロマチンやエピゲノム修飾がゲノムや細胞の機能に与える影響を調べることができ、また遺伝子治療の一形態として病気の治療へ応用することも検討されている。
エピゲノム編集に使用される人工タンパク質は、特定の配列を標的とするDNA結合ドメインと、エピゲノム修飾を変更する機能ドメインで構成される。DNA結合ドメインとしては、ゲノム編集でも用いられるジンクフィンガー、transcription activator-like effectors (TALEs)、および Clustered Regularly Interspaced Short Palindromic Repeats /CRISPR associated protein (CRISPR/Cas) システムが用いられる。